# Губерначук Станіслав Сергійович
Станіслав Сергійович Губерначук (* 15 лютого 1938, с. Осівці, Брусилівський район, Житомирська область) — філолог, письменник, журналіст, редактор, краєзнавець, громадський діяч

## Біографія
Народився в родині сільського лікаря.
Семирічну школу закінчив у рідному селі, а завершив середню освіту вже в Брусилівській середній школі (три роки щодня — і в спеку, і в лютий мороз та заметілі, долаючи десять кілометрів туди й сюди).
Після школи — служба в Радянській армії (у Німеччині). Перебуваючи у війську, учився на московських заочних курсах теорії музики, а пізніше, вже в Києві, брав уроки гри на гітарі у професора Київської консерваторії Пухальського.
В 1958–1963 — навчання в Київському університеті на філологічному факультеті.
У студентські роки почав друкуватися у журналі «Театрально-концертний Київ», бо мав не тільки потяг до музики і співу, а й величезний досвід виступів на самодіяльних сценах.
Отримавши диплом філолога, працював редактором на кіностудії «Укртелефільм», журналістом у прес-центрі Держкомсільгосптехніки, учителем, редактором у кількох київських видавництвах.
Паралельно з основною роботою займався краєзнавчими дослідженнями та науковими дослідженнями, присвяченими походженню української мови.
Здійснив десятки публікацій в періодичних виданнях і окремими книгами.
Виступав на Українському радіо, у студентських аудиторіях, на багатьох конгресах та конференціях, присвячених питанням мови та історії.

## Публікації окремими книгами
- Прадавність української мови. — К. : Четверта хвиля, 2010. — 352 с. — Бібліогр.: с. 346—351. — ISBN 978-966-529-218-0;
- Знаки-символи трипільських орнаментів і символи образи українських обрядових пісень. К., 2005;
- Карби трипільської доби в українських географічних назвах та іменах особових. — К.: Четверта хвиля, 2008. — 232 с. — Бібліогр.: с. 228—231. — ISBN 978-966-529-168-8;
- Трипілля і українська мова. — К. : Фенікс, 2005. — 232 с.: іл. — Бібліогр.: с. 226—230. — ISBN 966-651-227-0
- Трипільські мовні корені української лексики, пов'язаною із господарською діяльністю. — К., 2005;
- Украдені діти. Здвижівські бувальщини. К., 1998;
- Українські говірки і санскрит. — К. : Фенікс, 2013. — 208 с. : іл. — Л-ра: с. 200—207. — ISBN 978-966-136-053-1;
- Українсько-санскритські спорідненості. — Київ: Фенікс, 2014. — 140 с. — Бібліогр.: с. 136—139. — ISBN 978-966-136-159-0;
- Як гул століть, як шум віків — рідна мова. — К.: Бліц-інформ, 2002. — ISBN 966-7028-15-1;
- Ой за річкою, за Щенківкою: Осівці — описи, документи, спогади, особистості. — К. : [б.в.], 2006. — 160 с. (в співавторстві з М. І. Каплаушенко);
- Українська і давньоіндійські мови (вибіркове представлення споріднених слів). — К.: Фенікс, 2014. 96 с. — ISBN 978-966-136-159-0